# 凯瑟琳·斯温福德
凱薩琳·斯溫福德（英語：Katherine Swynford，约1349年—1403年5月10日）是英格蘭中世紀的一位重要女性，她以她與約翰·甘特（John of Gaunt）的愛情故事和後來的婚姻而聞名。冈特的约翰是英格蘭的一位王子，亨利四世的父親，也是愛德華三世的第三子。
凱薩琳·斯溫福德是一名貴族女性，她成為了約翰·甘特的妻子。然而，他們的婚姻在早期受到了政治和社會的壓力，因為凱薩琳是約翰·甘特的情婦之一，他們的關係在很長一段時間內被視為不合法。不過，在他們的子女獲得合法身份後，他們終於在1396年結婚。
凱薩琳和約翰的子孫後來成為了著名的蘭開斯特家族的一部分，這個家族在英格蘭的歷史上扮演了重要角色。他們的後代包括亨利七世，他是蘭開斯特玫瑰戰爭後的國王，並建立了都鐸王朝。
凱薩琳·斯溫福德的故事揭示了中世紀社會中貴族、政治和愛情之間複雜的關係，以及她對英格蘭歷史的影響。